# Castello di Achallader
Il castello di Achallader è una casatorre in rovina del XVI secolo situata nei pressi del Beinn Achaladair, a circa cinque chilometri da Bridge of Orchy.

## Storia e descrizione
Il castello fu costruito nel XVI secolo abitato e abitato da varie clan: la prima di cui si ha notizia è quelle di Fletcher, in particolare di Mac an Fhleister, anche se il clan più influente della zona era quella dei MacGregors.
Nel 1587 sir Duncan Campbell acquistò il castello e le terre circostanti. Si racconta che quando i Fletcher abitavano il castello, sir Duncan Campbell ordinò a un suo servo di far pascolare il proprio cavallo nei campi dei Fletcher: il servo, pur avvertito dai proprietari in gaelico, ma non capendo la lingua, non spostò il cavallo, fu sparato e ferito a morte. Duncan Campbell quindi preoccupato che il capostipite dei Fletcher potesse essere condannato all'impiccagione, gli consigliò di fuggire in Francia: questo donò il castello a sir Ducan, in modo da custodirlo fino al suo ritorno per non farlo cadere nelle mani della corona. I Fletcher non fecero più ritorno. Nel 1603 i MacGregors bruciarono il castello. Nell'estate del 1863 sir William Drummond di Cromlix arrivò al castello, accogliendo anche membri del clan dei Mclain, vittime del massacro di Glencoe.
Nel 1689, con a capo del regno Guglielmo III d'Inghilterra e Maria II, i Mclain tornarono dalla loro vittoria nella battaglia di Killiecrankie e abbatterono il castello che non è più stato ricostruito. Nel 1691 John Campbell, I conte di Breadalbane, trattò con i clan della zona sulla possibile ricostruzione del castello, ma non riuscì nell'intento con i Mclain, facendolo rimanere così un rudere.
In origine il castello era composto da tre piani e una soffitta: ne rimangono solo due muri e i resti di una mensola. È protetto come scheduled monument.